# Lycosa bezzii
Lycosa bezzii är en spindelart som beskrevs av Cândido Firmino de Mello-Leitão 1944. 
Lycosa bezzii ingår i släktet Lycosa och familjen vargspindlar. Inga underarter finns listade i Catalogue of Life.